# Oupa Gqozo
Joshua Oupa Gqozo (prononciation en xhosa : ɔupʼa ᶢǃʱɔz̤ɔ), né le 10 mars 1952 à Kroonstad, est un militaire, dirigeant de l'ancien bantoustan du Ciskei en Afrique du Sud.

## Jeunesse
Gqozo naît à Kroonstad, le 10 mars 1952 ; il est fils d'un diacre. En afrikaans, Oupa signifie « grand-père ».
Il est envoyé chez un membre de sa famille à Witgatboom, dans le nord de la province du Transvaal (actuelle Province du Limpopo) pour suivre sa scolarité primaire à la Seabe Community School. Il retourne ensuite à Kroonstad, où il intègre la Phomolong Junior and Bodibeng Senior High School. Il abandonne sa scolarité en 1972 et commence à travailler en tant que gardien à la prison de Kroonstad. Il est diplômé de l'équivalent français du baccalauréat, grâce à des études par correspondance, en 1975.

## Carrière militaire
Le département des prisons envoie Gqozo étudier au Baviaanspoort Training College ; après avoir terminé sa formation, il travaille à la prison de Klerksdorp. Il rejoint ensuite les forces armées sud-africaines (South African Defence Force, SADF) où il est soldat et commis en chef au 21e bataillon, basé à Lenasia, un township de Johannesburg.

## Ciskei
La Ciskei Defence Force (CDF, « force de défense du Ciskei »), est instituée, en mars 1981, à partir du 141e bataillon et d'une partie du 21e bataillon. Gqozoy y est affecté parmi le corps des officiers. Le 4 décembre 1981, le Ciskei se voit accorder l'indépendance (formelle) de l'Afrique du Sud et devient un bantoustan ; Lennox Sebe est son président.
En 1983, le frère du président, le lieutenant-général Charles Sebe, chef du service de renseignement du Ciskei, tente un coup d'État. Il est arrêté mais parvient à s'évader en 1986 et s'enfuit au Transkei voisin. Charles Sebe orchestre, en 1987, l'enlèvement du fils de Lennox Sebe, Kwame.
Pendant ce temps, Oupa Gqozo, devenu colonel, est envoyé à Pretoria comme attaché militaire. Il devient brigadier le 1er avril 1988. Il retourne alors au Ciskei comme chef du renseignement dans le courant du mois de décembre 1989. En janvier 1990, Gqozo termine son service actif et est honoré de l'ordre de Bonne Espérance.
Le 4 mars 1990, il tente, et réussit, son propre coup d'État au Ciskei, en l'absence de Lennox Sebe qui était en voyage d'État à Hong Kong. Kwame Sebe avait également l'intention de perpétrer un coup d'État, mais il en est empêché et mis en garde à vue avec d'autres membres du gouvernement. En novembre de la même année, un autre coup d'État, fomenté par le colonel Guzana et le major Peter Howsa, ancien militaire et membre du conseil, est déjoué. De nouveau, en février 1991, un coup d'État est tenté par le chef de la défense du Ciskei, le brigadier Aaaron Jamangile.
Oupa Gqozo gouverne avec un comité exécutif composé de quatre membres. Il annonce la suspension de la constitution et l'abolition du bureau de la présidence. Il prend le contrôle direct du pays avec l’aide d'un conseil d'État qui détient tous les pouvoirs exécutif et législatif au Ciskei.
À la mi-1991, Gqozo fonde le « Mouvement démocratique africain » (African Democratic Movement), afin de contrer l'influence de l'ANC dans la région. En décembre 1991, il participe à la Négociations sur le démantèlement de l'apartheid en Afrique du Sud (CODESA), convoquée pour envisager une nouvelle organisation politique de l'Afrique du Sud. En mars 1992, Gqozo accuse l'ANC de vouloir le démettre de son poste au Ciskei.

## Massacre de Bisho
En 1992, l'antagonisme de Gqozo et de l'ANC culmine par un drame. Le 7 septembre 1992, l'ANC organise une marche sur Bisho pour renverser Gqozo. Cette marche, dirigée par le Parti communiste sud-africain et ses chefs, Chris Hani, Cyril Ramaphosa et Harry Gwala, est forte de 80 000 personnes. Ronnie Kasrils est à la tête d'un groupe qui essaie de percer les lignes de la force de défense du Ciskei afin de pénétrer dans le stade de Bisho ; les soldats ouvrent le feu, tuant 29 personnes et en blessant plus de 200.
Le 13 décembre, la Cour suprême du Ciskei acquitte Gqozo et le sergent-major Thozamile Veliti du chef d'accusation de meurtre sur la personne de Charles Sebe.

## Démission
Le 22 mars 1994, Gqozo contacte le ministre des Affaires étrangères d'Afrique du Sud, Pik Botha, et démissionne de son poste de dirigeant du Ciskei. Le conseil exécutif provisoire nomme deux administrateurs pour gouverner le Ciskei en attendant la première élection démocratique.

## Après le pouvoir
Après sa démission, sa vie devient miséreuse. En 1996, avant d'avoir pu être entendu par la Commission vérité et réconciliation à propos du massacre de Bisho en 1992, il est admis en hôpital psychiatrique pour dépression. En 1998, il est convaincu de trafic illégal de diamants et condamné à une amende de 10 000 rands. 
En 2001, Gqozo est blessé par balle à la tête, à la poitrine et au cou alors qu'il tente de protéger le médecin traditionnel Keke « Gonondo » Mama dans la ville de Middledrift. Keke Mama meurt à l'hôpital. Il semblerait que Gqozo ait été le garde de corps du guérisseur, un emploi qu'il aurait occupé à cause du plongeon de ses finances. Cet accident lui laissera des troubles définitifs de la parole.
Il est de nouveau hospitalisé en juin 2003 après s'être brûlé les mains et le visage. Il aurait par erreur rechargé un barbecue avec de l'essence au lieu de kérosène, ce qui aurait fait exploser l'appareil. Le feu cause des dégâts estimés à 60 000 rands à sa ferme, située près de King William's Town.
Gqozo est marié avec Corinthian Nomziwakhe et ils ont quatre enfants. En 2012, il vit dans une maison délabrée à 13 km de King William's Town, demeure qu'il a pu conserver malgré la décision du juge Willem Heath concernant les transactions foncières du gouvernement du Ciskei.